# アナゴードリセラス
アナゴードリセラス（学名：Anagaudryceras）は、ゴードリセラス科に属するアンモナイト亜綱アンモナイト目の属。化石は蝦夷層群から産出している。ゴードリセラスよりもやや早く、セノマニアン期に繁栄を遂げたと推測される。

## 特徴と命名
アナゴードリセラスは同じくゴードリセラス科に属するゴードリセラスに類似するが、属レベルの同定は容易とされる。アナゴードリセラスの未成年殻（中心部の殻）は滑らかで条線を伴う一方、ゴードリセラスのような明瞭な細肋を持たない。また、アナゴードリセラスの成年殻（外側の殻）は幅広の長肋が発達する。
アナゴードリセラスは日本人研究者の清水三郎により命名された。属名のうち、Anaは「新しく」、gaudryは研究者の名前、cerasは「角」を意味する。この「角」とは太陽神アメンの角に由来する。

## 主な種
A. compressum
マーストリヒチアン期の種。本属の中でも殻の幅が狭い点を特徴とする。
A. limatum
チューロニアン期からコニアシアン期の一般的な種。小平・古丹別地域での調査では、貧酸素環境が広がっていたと推定される層準（下部鹿島層と上部滝ノ沢層）においても本種の化石が産出しており、多くのアンモナイトが淘汰される環境でも普遍的に生息していたことが示唆される。
螺環の断面は楕円形であり、波打つように発達する長肋が特徴である。
A. madraspantum
セノマニアン期に特徴的な種。
A. matsumotoi
函淵層の中部から産出するマーストリヒチアン期の種。樺太のナイバ地域からも報告されている。
A. ryugasense
カンパニアン期からマーストリヒチアン期に生息した種。
A. sacya
セノマニアン期からチューロニアン期にかけて生息した種。日陰ノ沢層から佐久層にかけて産出する。
A. yokoyamai
サントニアン期の種。A. limatumと比較して住房部が高く、長肋の間隔がより広い。